# Estação Malesherbes
Malesherbes é uma estação da linha 3 do Metrô de Paris, localizada no 17.º arrondissement de Paris.

## Localização
A estação se situa na avenue de Villiers na interseção com o boulevard Malesherbes, ao nível da place du Général-Catroux.

## História
A estação foi aberta em 23 de maio de 1910.

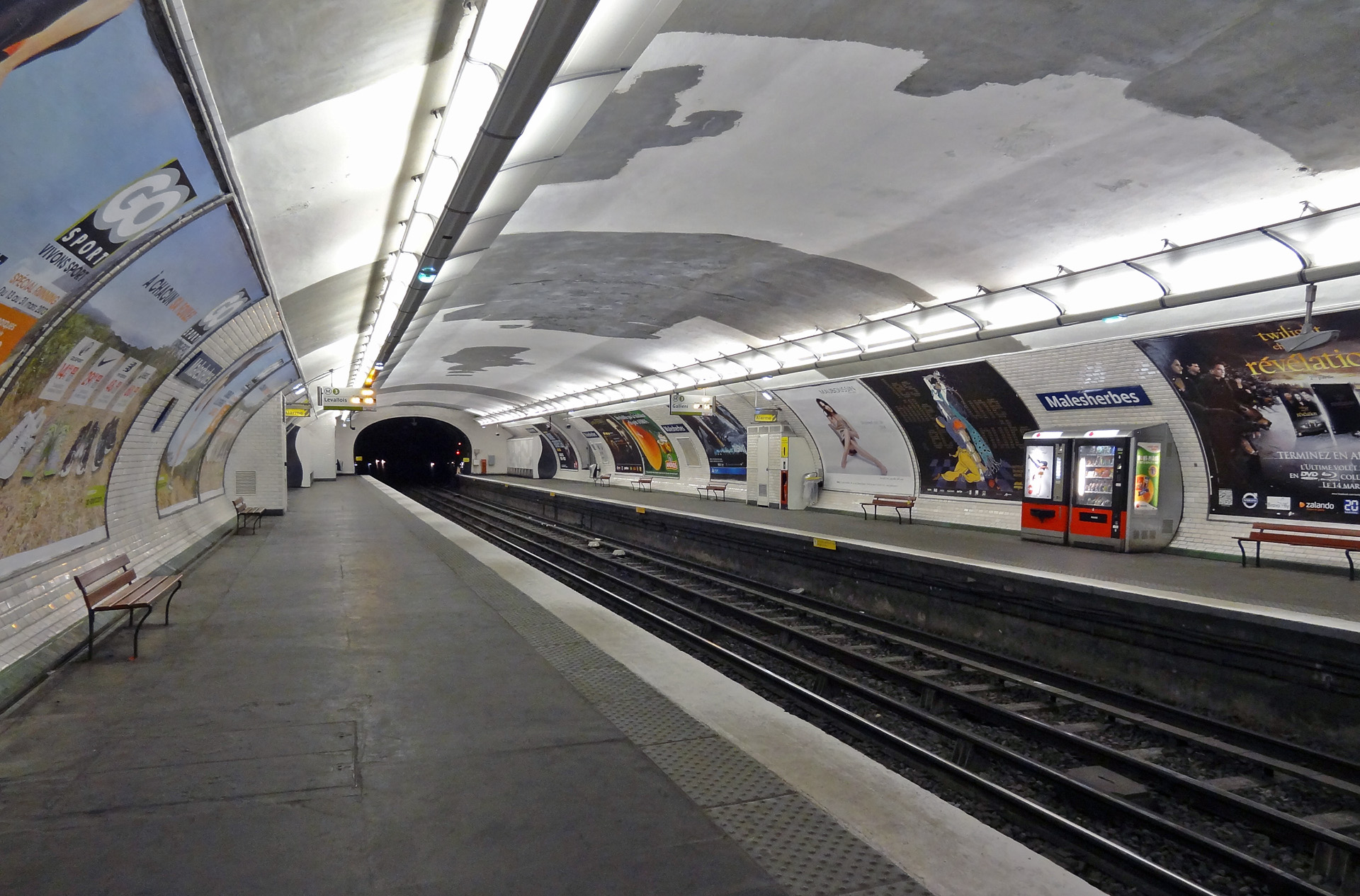
As plataformas da estação.

Ela deve o seu nome ao boulevard Malesherbes, sob o qual está implantada, este boulevard tendo recebido sua denominação sob a Restauração, para prestar homenagem ao acadêmico francês Chrétien Guillaume de Lamoignon de Malesherbes (1721-1794) que foi guilhotinado sob o Terror.
Em 2011, 2 546 859 passageiros entraram nesta estação. Ela viu entrar 2 623 165 passageiros em 2013, o que a coloca na 208ª posição das estações de metrô por sua frequência em 302.

## Serviços aos Passageiros

### Acesso
A estação tem um acesso implantado à direita do n° 15 da place du Général-Catroux, bem como uma saída por escada rolante dando face ao n° 40 da avenue de Villiers.

### Plataformas
Malesherbes é uma estação de configuração padrão: ela possui duas plataformas laterais separadas pelas vias do metrô e a abóbada é elíptica. A decoração é do estilo utilizado pela maioria das estações de metrô: as faixas de iluminação são brancas e arredondadas no estilo "Gaudin" da renovação do metrô da década de 2000, e a telha de cerâmica brancas biseladas recobrem os pés-direitos e os tímpanos. A abóbada é pintada de branco. Os quadros publicitários são metálicos e o nome da estação é inscrito em fonte Parisine em placas esmaltadas. As plataformas são equipadas com bancos com ripas de madeira pintadas em verde.

### Intermodalidade
A estação é servida pela linha 94 da rede de ônibus RATP, e, à noite, pelas linhas N16 e N52 da rede Noctilien.

## Pontos turísticos
- Universidade Paris-Sorbonne